# Crucianella chlorostachys
Crucianella chlorostachys är en måreväxtart som beskrevs av Fisch. och Carl Anton von Meyer. Crucianella chlorostachys ingår i släktet Crucianella och familjen måreväxter. Inga underarter finns listade i Catalogue of Life.